# Horismenus texanus
Horismenus texanus är en stekelart som först beskrevs av Girault 1917.  Horismenus texanus ingår i släktet Horismenus och familjen finglanssteklar. Inga underarter finns listade i Catalogue of Life.